# Ian Hamilton (jurist)
Ian Hamilton, född 13 september 1925 i Paisley, Renfrewshire, död 3 oktober 2022 i North Connel, Argyll and Bute, var en skotsk jurist, politiker, författare och förespråkare av skotsk självständighet. Han var tongivande i den grupp av skotska studenter som juldagen 1950 stal Kröningsstenen, även kallad "The Stone of Scone" (tillika "The Stone of Destiny"), från Westminster Abbey i London och återbördade den till Skottland.
Han skrev senare en bok om detta företag, en historia som även filmatiserades 2008.

## Politisk karriär
Ian Hamilton var med i Labourpartiet en kortare tid, men gick över till Scottish National Party. Han kandiderade i valet till Europaparlamentet 1994 och i valet till skotska parlamentet 1999. Han har senare lämnat partiet i protest mot deras åsikter om monarkin.